# Ballybricken

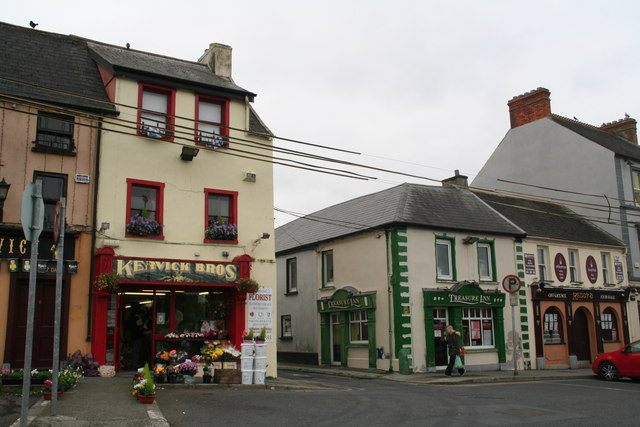
Geschäfte in Ballybricken

Ballybricken (irisch : Baile Uí Bhricín – „Stadt des Ó Bricín“) ist ein Townland in der Civil Parish Caherelly im Osten des irischen County Limerick, in der Provinz Munster, in dem historischen Baronat Clanwell etwa 18 km südöstlich von Limerick City. Die Kirchengemeinde gehört zum Erzbistum Cashel und Emly. Ballybricken ist hauptsächlich ein landwirtschaftlich genutztes Gebiet. Es gibt einen Laden mit Postamt und einen Pub namens Kirby’s „Hunting Lodge“. Die Ruine einer im 16. Jahrhundert errichteten Burg, Ballybricken Castle, ist seit Anfang des 20. Jahrhunderts komplett überwachsen.
Dolores O’Riordan, Sängerin der Rockband The Cranberries, wurde in Ballybricken geboren, besuchte die örtliche Grundschule und ist dort beerdigt.